# Saltpapper
Saltpapper var den dominerande pappersbaserade fotografiska processen för att producera positiva utskrifter (från negativ) från 1839 till ungefär 1860.
Saltpapper skapades i mitten av 1830-talet av den engelske vetenskapsmannen och uppfinnaren Henry Fox Talbot. Han gjorde ljuskänsligt papper genom att blöta ett ark skrivpapper med en svag lösning av vanligt bordssalt (natriumklorid), torka pappret och sedan borsta ena sidan med en stark lösning av silvernitrat. Detta gav en seg beläggning av silverklorid i ett särskilt ljuskänsligt kemiskt tillstånd. Papperet mörknade där det utsattes för ljus. När mörkningen bedömdes vara tillräcklig avslutades exponeringen och resultatet stabiliserades genom applicering av en stark saltlösning, vilket förändrade den kemiska balansen och gjorde papperet endast något känsligt för ytterligare exponering. 